# Frankstown
Frankstown  è una township degli Stati Uniti d'America, nella contea di Blair nello Stato della Pennsylvania. Secondo il censimento del 2000 la popolazione è di 7.694 abitanti.

## Società

### Evoluzione demografica
La composizione etnica vede una maggioranza di quella bianca (97,05%), seguita dagli asiatici (1,83%) dati del 2000.
| township di Frankstown Popolazione |       |
| 2000                               | 7.694 |
| Stima al 2009                      | 7.684 |